# Comuna Luceankî, Ovruci
Luceankî (în ucraineană Лучанківська сільська рада) este o comună în raionul Ovruci, regiunea Jîtomîr, Ucraina, formată din satele Kozuli, Luceankî (reședința), Mațkî și Voznîci.

## Demografie
Componența lingvistică a comunei Luceankî
     Ucraineană (99,41%)
     Alte limbi (0,48%)
Conform recensământului din 2001, majoritatea populației comunei Luceankî era vorbitoare de ucraineană (99,41%), existând în minoritate și vorbitori de alte limbi.